# Luis Recuenco
Luis Recuenco Alcañiz (Cuenca, España; 23 de junio de 1964) es un piloto y empresario reconocido por haber disputado prácticamente todas las temporadas del Campeonato de España Citroën AX y de la Supercopa SEAT León. Actualmente compite en el Campeonato de Europa de Carreras de Camiones (ETRC) en un camión de su propiedad después de haber corrido con el Truck Sport Lutz Bernau. Además, participa en alguna cita de rallies raid anualmente, ya sea la Baja Aragón o en alguna cita nacional. En su palmarés podemos destacar un título del Campeonato de España de Rallyes Todo Terreno.
Luis Recuenco es el propietario de la empresa de transportes Luis Recuenco Transportes SL, una de las principales empresas de transporte de mercancías por carretera de Castilla-La Mancha

## Trayectoria

### Inicios en los turismos

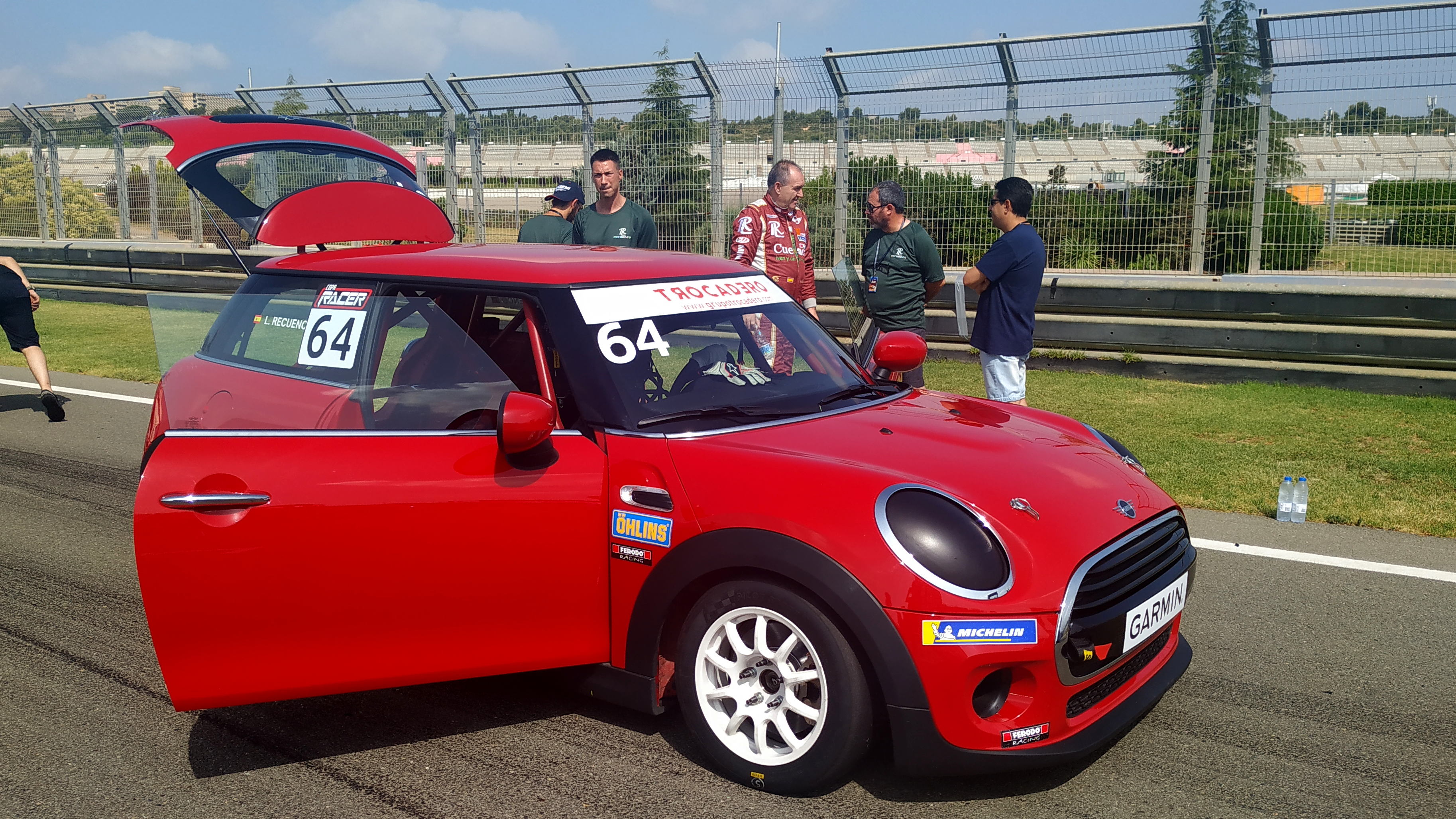
Luis Recuenco y su equipo en una parrilla de la Copa Racer. (2022)

Siendo el menor de 4 hermanos, a Luis le viene la afición al motor de ver al mayor de todos hacer subidas de montaña con un Simca 1300 Rally. No habiendo participado en carreras de karting ya que no existían circuitos en Cuenta, se inició en el automovilismo con el nacimiento de la Copa Citroën AX en el 1988. En dicho campeonato siguió hasta 1995, año en que se dejó de correr con el AX y en el que se proclamó subcampeón por detrás de Martín Egaña. A principios de los 90, Recuenco tuvo también unas breves experiencias en monoplazas, participando en algunas carreras del Campeonato de España de Fórmula Ford, en el Fórmula Ford Festival de Inglaterra y en el Campeonato de España de Fórmula Renault con el equipo de José Luis Bermúdez de Castro. También participó en el Campeonato de España de Turismos en 1993.
Tras la AX, subió a la Supercopa Citroën ZX sin grandes resultados en general, aunque si fue regular en las posiciones medias de la parrilla y en la última temporada del 97 lograría ser noveno en la clasificación final. Tras casi dejar las competiciones en el 1998 y 99, participó en los tres años siguientes en la Copa Nacional Renault, con el Renault Megane en el 2000 y con el Clio en 2001 y 2002, para pasarse en 2003 a la recién creada Supercopa SEAT León, competición en donde participaría en todas sus temporadas hasta su desaparición en 2010, siempre acompañado por su amigo el expiloto y preparador Ignacio Hervás (con el que sigue hoy en día) y logrando firmar su mejor temporada en el 2005, donde finalizó octavo en la general.

### Rallyes Todo Terreno
Tras haber probado el offroad durante los años de la Supercopa, como por ejemplo en 2004 participando en la V Copa Suzuki Jimny de Rallyes con uno de sus hijos como copiloto ocasional, o en 2005 cuando fue sexto en la categoría del Campeonato de España de Rallyes Todo Terreno de conductores diesel y quinto en el Challenege Nissan 2005 TT con teniendo a Víctor Alijas de copiloto; en 2006 se compra su Mitsubishi L200 para centrarse en el Campeonato de España de Rallyes Todo Terreno a partir de 2010.
En 2009 corrió la Mitsubishi Evo Cup TT, en la que acabó quinto. En 2010 disputa el Campeonato de España de Rallyes Todo Terreno, en el que fue 6º. En 2012 corrió de nuevo la Mitsubishi Evo Cup TT en la que acabó octavo y en 2013 se proclamó campeón del Campeonato de España de Rallyes Todo Terreno junto a Víctor Alijas. Además, logró puntuar en la Baja Portoalegre del Mundial FIA. En 2014 disputó de nuevo la Mitsubishi Evo Cup TT en la que fue séptimo. En 2016 fue octavo en la Copa Ibérica de Rallyes Todo Terreno, donde al año siguiente se proclamó acabó subcampeón con un Toyota Hilux comprado en Bélgica, que también le sirvió para ser cuarto en el Campeonato de España de Rallyes TT. En 2019 adquiere su nuevo MINI Cooper Man, con el que también estrena nuevo copiloto en 2020: Sergio Peinado. En 2022 logra proclamarse con ellos, campeón por tercera vez de este certamen.

### Carreras de camiones
En 2018 comenzó a participar en la modalidad de carreras de camiones después de comprar el camión que era propiedad del Truck Sport Lutz Bernau. De este modo, disputó el calendario completo del ETRC bajo la estructura del equipo germano y teniendo de compañero de equipo a todo un as de la especialidad que a la vez fue su principal asesor: Antonio Albacete, a quien el Truck Sport Bernau le preparó una segunda unidad pocas semanas antes del comienzo de la temporada. En su primer año logró puntuar en una carrera del campeonato (un noveno puesto en Slovakia Ring) y ser quinto en la Grammer Truck Cup del ETRC con un podium conseguido en el Autódromo de Most. En el título de equipos ayudó para que el Truck Sport Lutz Bernau fuese cuarto, mientras que en la Copa de España de Carreras de Camiones fue cuarto.
En 2019, después de realizar varios test de pretemporada en Most y en el Circuito de Albacete junto a su compañero Albacete, comenzó la temporada con dos victorias de categoría (la Grammer Truck Cup) y partiendo primero (debido a la inversión de parrilla) en la carrera 2 del primer Gran Premio del año, en el Circuito de Misano. Ese gran inicio de temporada provocó que se disparasen las expectativas con su rendimiento. Sin embargo, diversos infortunios como averías, accidentes en los que estuvo involucrado sin ser el causante de los mismos o una irrisoria sanción en Le Mans provocaron que no pudiese luchar por la victoria de la Grammer Truck Cup. No obstante, logró dos victorias más (en Slovakia Ring y Le Mans) y diez podios más (entre segundos y terceros puestos) en la Grammer Truck Cup. En la general del ETRC logró puntuar en numerosas carreras, siendo 14º con 25 puntos. Además, se clasificó en casi todas las sesiones de clasificación a la Superpole, de manera que quedaba patente que la velocidad estaba ahí.
En 2020 tuvo que competir con su propia estructura ya que el equipo donde competía se desintegró. La temporada comenzó de manera un tanto decepcionante, ya que no logró puntuar en ninguna de las carreras del primer Gran Premio, si bien esos resultados estuvieron provocados en parte por una rotura del limitador de velocidad que le hizo ser último en la carrera 1 y le condicionó la segunda. En el segundo Gran Premio del año, en Hungría, logró puntuar en todas las carreras, consiguiendo dos podios en la Copa Promotor. No obstante, el campeonato fue cancelado ante la falta de carreras, debido a la crisis del coronavirus. Durante las dos siguientes temporadas y por la escasa disponibilidad laboral, Luis sólo tomó parte en dos rondas de cada año, no consiguiendo finalizar en los puntos en ninguna de esas carreras.
En 2023 cambia a un renovado Iveco S-Way para volver a disputar el campeonato completo. Tras unas prometedoras dos primeras rondas donde consigue alcanzar la zona de puntos, las siguientes tres ven una bajada en su rendimiento y no logra dicho objetivo. Esto cambia de nuevo en las tres últimas rondas, donde logra una sorprendente primera victoria en la carrera 4 de Le Mans y volver a los puntos de forma regular para terminar undécimo en el campeonato general y cuarto en la Copa Promotores.

### Otras competiciones

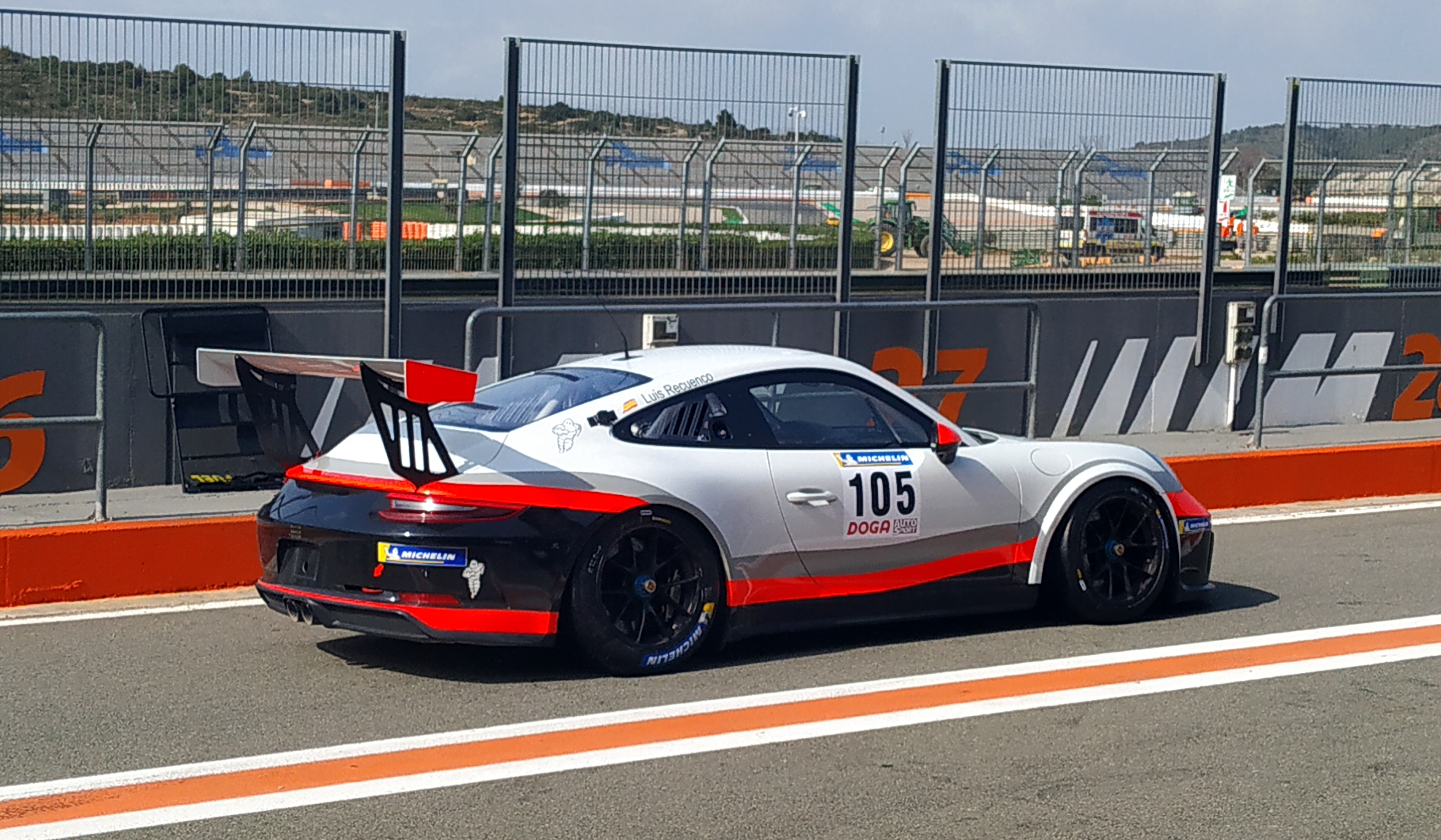
Recuenco participando en el Regional Valenciano de Circuitos con un Porsche. (2022)

En otro orden de cosas, en 2019 también disputó la Baja Aragón a bordo de un MINI. Él y su copiloto, el también conquense Víctor Alijas, finalizaron séptimos en la general, todo un logro teniendo en cuenta que a ésta prueba asistieron gran parte de los contendientes de la Copa Mundial de Bajas Cross-Country de la FIA y del Rally Dakar. Además, se impusieron en la categoría de Road to Dakar, reservada a pilotos que nunca habían participado en el famoso rally, lo que les garantizaba la inscripción en él para la edición de 2020. No obstante, por motivos de patrocinio no pudieron competir finalmente en el Dakar. Más tarde corrió la Baja Portalegre, pero tuvieron que abandonar después de sufrir un accidente. En el Mundial de Bajas fue 30.º con seis puntos. En 2020 volvió a participar en la Baja Portalegre, logrando acabar noveno en la general y cuarto en la categoría de coches con Sergio Peinado a su lado como copiloto.
Además, Luis participa ocasionalmente en otros campeonatos de turismos en circuito, como en la Copa Racer donde se dejó ver en dos pruebas en la temporada 2021, en el GT-CER o en campeonatos regionales de velocidad.

## Resultados

### Copa Mundial de FIA Rally Cross-Country
| Año  | Coche | Equipo              | Copiloto      | 1   | 2   | 3   | 4   | 5   | 6   | 7     | Posición | Puntos |
| ---- | ----- | ------------------- | ------------- | --- | --- | --- | --- | --- | --- | ----- | -------- | ------ |
| 2013 | MINI  | Luis Jesús Recuenco | Víctar Alijas | ITA | ABU | QAT | ESP | HUN | POL | POR 9 | 43.º     | 2      |

### Campeonato de Europa de Carreras de Camiones
| Año  | Camión      | N.º | Equipo                  | 1      | 1      | 1       | 1       | 2      | 2      | 2      | 2      | 3      | 3      | 3       | 3       | 4      | 4      | 4       | 4      | 5      | 5      | 5      | 5      | 6      | 6      | 6      | 6       | 7       | 7       | 7      | 7      | 8       | 8       | 8      | 8       | Posición | Puntos |
| ---- | ----------- | --- | ----------------------- | ------ | ------ | ------- | ------- | ------ | ------ | ------ | ------ | ------ | ------ | ------- | ------- | ------ | ------ | ------- | ------ | ------ | ------ | ------ | ------ | ------ | ------ | ------ | ------- | ------- | ------- | ------ | ------ | ------- | ------- | ------ | ------- | -------- | ------ |
| 2018 | MAN         | 32  | Truck Sport Lutz Bernau | MIS 16 | MIS EX | MIS 17  | MIS 13  | HUN 12 | HUN 13 | HUN 15 | HUN 13 | NUR 19 | NUR 16 | NUR Ret | NUR 18  | SVK 9  | SVK 12 | SVK Ret | SVK 14 | MOS 16 | MOS 15 | MOS 14 | MOS 12 | ZOL 13 | ZOL 14 | ZOL 13 | ZOL 12  | LMS DSQ | LMS 13  | LMS 18 | LMS 16 | JAR DNS | JAR 14  | JAR 13 | JAR Ret | 19º      | 2      |
| 2019 | MAN         | 64  | Truck Sport Lutz Bernau | MIS 8  | MIS 5  | MIS 16  | MIS 14  | HUN 10 | HUN 10 | HUN 13 | HUN 11 | SVK 6  | SVK 10 | SVK 11  | SVK 9   | NUR 13 | NUR 11 | NUR 13  | NUR 16 | MOS 10 | MOS 7  | MOS C  | MOS C  | ZOL 13 | ZOL 14 | ZOL 12 | ZOL Ret | LMS 9   | LMS Ret | LMS 12 | LMS 9  | JAR 14  | JAR Ret | JAR 12 | JAR 15  | 14º      | 25     |
| 2020 | MAN         | 64  | Luis Recuenco           | MOS 13 | MOS 13 | MOS 14  | MOS C   | HUN 9  | HUN 8  | HUN 9  | HUN 10 |        |        |         |         |        |        |         |        |        |        |        |        |        |        |        |         |         |         |        |        |         |         |        |         | -        | -      |
| 2021 | MAN         | 64  | Luis Recuenco           | HUN    | HUN    | HUN     | HUN     | MOS    | MOS    | MOS    | MOS    | ZOL 15 | ZOL 14 | ZOL Ret | ZOL 13  | LMS 11 | LMS 13 | LMS 11  | LMS 13 | JAR    | JAR    | JAR    | JAR    | MIS    | MIS    | MIS    | MIS     |         |         |        |        |         |         |        |         | 17º      | 0      |
| 2022 | MAN         | 64  | Luis Recuenco           | MIS    | MIS    | MIS     | MIS     | HUN    | HUN    | HUN    | HUN    | SVK 13 | SVK 14 | SVK 13  | SVK 12  | NUR 14 | NUR 17 | NUR 17  | NUR 14 | MOS    | MOS    | MOS    | MOS    | ZOL    | ZOL    | ZOL    | ZOL     | LMS     | LMS     | LMS    | LMS    | JAR     | JAR     | JAR    | JAR     | 20º      | 0      |
| 2023 | Iveco S-Way | 64  | Luis Recuenco           | MIS 10 | MIS 10 | MIS Ret | MIS DNS | SVK 9  | SVK 11 | SVK 8  | SVK 12 | POZ 11 | POZ 13 | POZ 14  | POZ Ret | NUR 13 | NUR 14 | NUR Ret | NUR 13 | MOS 13 | MOS 13 | MOS 13 | MOS 13 | ZOL 10 | ZOL 10 | ZOL 12 | ZOL DNS | LMS 10  | LMS 12  | LMS 8  | LMS 1  | JAR 8   | JAR 6   | JAR 8  | JAR 8   | 11º      | 37     |

### ETCR Promoter's Cup
| Año  | Camión | N.º | Equipo                  | 1     | 1      | 1     | 1     | 2     | 2     | 2     | 2     | 3     | 3     | 3       | 3     | 4     | 4     | 4       | 4     | 5     | 5     | 5     | 5     | 6     | 6     | 6     | 6       | 7       | 7       | 7     | 7     | 8       | 8       | 8     | 8       | Posición | Puntos |
| ---- | ------ | --- | ----------------------- | ----- | ------ | ----- | ----- | ----- | ----- | ----- | ----- | ----- | ----- | ------- | ----- | ----- | ----- | ------- | ----- | ----- | ----- | ----- | ----- | ----- | ----- | ----- | ------- | ------- | ------- | ----- | ----- | ------- | ------- | ----- | ------- | -------- | ------ |
| 2018 | MAN    | 32  | Truck Sport Lutz Bernau | MIS 7 | MIS EX | MIS 7 | MIS 4 | HUN 4 | HUN 4 | HUN 7 | HUN 5 | NUR 9 | NUR 4 | NUR Ret | NUR 7 | SVK 2 | SVK 5 | SVK Ret | SVK 6 | MOS 7 | MOS 7 | MOS 5 | MOS 3 | ZOL 4 | ZOL 6 | ZOL 4 | ZOL 5   | LMS DSQ | LMS 4   | LMS 8 | LMS 6 | JAR DNS | JAR 6   | JAR 4 | JAR Ret | 5º       | 166    |
| 2019 | MAN    | 64  | Truck Sport Lutz Bernau | MIS 1 | MIS 1  | MIS 6 | MIS 6 | HUN 2 | HUN 2 | HUN 5 | HUN 3 | SVK 1 | SVK 3 | SVK 3   | SVK 2 | NUR 4 | NUR 2 | NUR 3   | NUR 6 | MOS 3 | MOS 6 | MOS C | MOS C | ZOL 5 | ZOL 5 | ZOL 5 | ZOL Ret | LMS 1   | LMS Ret | LMS 4 | LMS 3 | JAR 4   | JAR Ret | JAR 4 | JAR 6   | 3º       | 270    |
| 2020 | MAN    | 64  | Luis Recuenco           | MOS 6 | MOS 6  | MOS 6 | MOS C | HUN 3 | HUN 4 | HUN 3 | HUN 4 |       |       |         |       |       |       |         |       |       |       |       |       |       |       |       |         |         |         |       |       |         |         |       |         | -        | -      |
| 2021 | MAN    | 64  | Luis Recuenco           | HUN   | HUN    | HUN   | HUN   | MOS   | MOS   | MOS   | MOS   | ZOL 7 | ZOL 6 | ZOL Ret | ZOL 7 | LMS 5 | LMS 5 | LMS 3   | LMS 5 | JAR   | JAR   | JAR   | JAR   | MIS   | MIS   | MIS   | MIS     |         |         |       |       |         |         |       |         | 9º       | 46     |

### Copa Mundial de Bajas FIA Cross-Country
| Año  | Coche | Equipo           | Copiloto       | 1   | 2   | 3     | 4     | 5       | 6   | 7   | 8       | 9       | Pos. | Pts. |
| ---- | ----- | ---------------- | -------------- | --- | --- | ----- | ----- | ------- | --- | --- | ------- | ------- | ---- | ---- |
| 2019 | MINI  | Cuenca Motor 4x4 | Víctor Alijas  | RUS | DUB | ITA   | ESP 7 | HUN     | POL | JOR | POR Ret |         | 30.º | 6    |
| 2020 | MINI  | Cuenca Motor 4x4 | Sergio Peinado | RUS | POL | POR 9 | SAU   | SAU     |     |     |         |         | 29º  | 1    |
| 2021 | MINI  | Cuenca Motor 4x4 | Sergio Peinado | RUS | DUB | SAU   | JOR   | ESP Ret | HUN | POL | ITA     | POR Ret | NC   | 0    |

### Campeonato de España de Carreras de Camiones
| Año  | Camión | N.º | Equipo        | 1     | 1     | 2   | 2   | 2   | 2   | Posición | Puntos |
| ---- | ------ | --- | ------------- | ----- | ----- | --- | --- | --- | --- | -------- | ------ |
| 2021 | MAN    | 32  | Luis Recuenco | JAR 4 | JAR 3 | JAR | JAR | JAR | JAR | 9º       | 22     |

Clase ESP
| Año  | Camión | N.º | Equipo        | 1     | 1     | 2   | 2   | 2   | 2   | Posición | Puntos |
| ---- | ------ | --- | ------------- | ----- | ----- | --- | --- | --- | --- | -------- | ------ |
| 2021 | MAN    | 32  | Luis Recuenco | JAR 3 | JAR 3 | JAR | JAR | JAR | JAR | 9º       | 24     |

### Copa Cooper
| Temporada | Escudería     | Rondas | Rondas | Rondas | Rondas | Rondas | Rondas | Rondas | Rondas | Rondas | Rondas | Rondas | Rondas | Rondas | Ptos. | Pos. |
| --------- | ------------- | ------ | ------ | ------ | ------ | ------ | ------ | ------ | ------ | ------ | ------ | ------ | ------ | ------ | ----- | ---- |
| 2021      | Recuenco Team | NAV    | NAV    | CRT    | CRT    | MOT    | MOT    | JAR    | JAR    | JER    | JER    |        | SS100  |        | 6     | 26.º |
| 2021      | Recuenco Team |        |        |        |        | Ret    | 10     |        |        |        |        | 5      |        |        | 6     | 26.º |
| 2022      | Recuenco Team | CAT    | CAT    | EST    | EST    | CRT    | CRT    | JER    | JER    | NAV    | NAV    |        | SS100  |        | 28    | 20.º |
| 2022      | Recuenco Team |        |        |        |        | 5      | 7      |        |        |        |        | 3      |        |        | 28    | 20.º |

### Otros campeonatos o pruebas
| Año  | Competición                                  | Copiloto       | Vehículo             | Pos. |
| ---- | -------------------------------------------- | -------------- | -------------------- | ---- |
| 2003 | Supercopa Seat León                          |                | Seat León Cup        | 13º  |
| 2004 | Supercopa Seat León                          |                | Seat León Cup        | 17º  |
| 2004 | Copa Suzuki Jimny de Rallyes                 | ?              | Suzuki Jimny         | 6º   |
| 2005 | Supercopa Seat León                          |                | Seat León Cup        | 8º   |
| 2005 | Challenge Nissan TT                          | Víctor Alijas  | ?                    | 5º   |
| 2006 | Supercopa Seat León                          |                | Seat León Cup        | 19º  |
| 2007 | Supercopa Seat León                          |                | Seat León Cup        | 31º  |
| 2008 | Supercopa Seat León                          |                | Seat León Cup        | 30.º |
| 2009 | Supercopa Seat León                          |                | Seat León Cup        | 23º  |
| 2009 | Mitsubishi Evo Cup TT                        |                | Mitsubishi L200      | 5º   |
| 2010 | Supercopa Seat León                          |                | Seat León Cup        | 31º  |
| 2010 | 500 km de Alcañiz - D2                       |                | Seat León Cup        | 2º   |
| 2010 | Campeonato de España de Rallyes Todo Terreno | Víctor Alijas  | Mitsubishi L200      | 6º   |
| 2012 | Campeonato de España de Rallyes Todo Terreno | Víctor Alijas  | Mitsubishi L200      | ?    |
| 2012 | Mitsubishi Evo Cup TT                        | Víctor Alijas  | Mitsubishi L200      | 8º   |
| 2013 | Campeonato de España de Rallyes Todo Terreno | Víctor Alijas  | Mitsubishi L200      | 1º   |
| 2013 | Mitsubishi Evo Cup TT                        | Víctor Alijas  | Mitsubishi L200      | 1º   |
| 2014 | Campeonato de España de Rallyes Todo Terreno | Víctor Alijas  | Mitsubishi L200      | ?    |
| 2014 | Mitsubishi Evo Cup TT                        | Víctor Alijas  | Mitsubishi L200      | 7º   |
| 2016 | Campeonato Ibérico de Rallyes TT             | Tanie Sequeira | ?                    | 8º   |
| 2017 | Campeonato Ibérico de Rallyes TT             | Manuel Navarro | ?                    | 2º   |
| 2018 | Campeonato de España de Rallyes Todo Terreno | Víctor Alijas  | Toyota Hilux         | 4º   |
| 2018 | Copa de España de Carreras de Camiones       | Víctor Alijas  | MAN                  | 4º   |
| 2019 | Campeonato de España de Rallyes Todo Terreno | Víctor Alijas  | MINI Cooper Man      | 8º   |
| 2020 | Campeonato de España de Rallyes Todo Terreno | Sergio Peinado | MINI Cooper Man      | 9º   |
| 2021 | Campeonato de España de Rallyes Todo Terreno | Sergio Peinado | MINI Cooper Man      | 5º   |
| 2022 | Campeonato de España de Rallyes Todo Terreno | Sergio Peinado | MINI Cooper Man      | 1º   |
| 2022 | Campeonato de España de GT                   |                | Porsche 991 Cup Gen1 | 11º  |